# Youba Dramé
Youba Dramé (Béziers, 16 gennaio 1998) è un calciatore francese, centrocampista svincolato.

## Biografia
Anche i suoi cugini Mahamadou e Soufiane sono calciatori.

## Carriera
L'11 agosto 2020 viene acquistato a titolo definitivo dalla squadra ceca del Trinity Zlín.

## Statistiche

### Presenze e reti nei club
Statistiche aggiornate all'8 maggio 2021.
| Stagione              | Squadra               | Campionato            | Campionato | Campionato | Coppe nazionali | Coppe nazionali | Coppe nazionali | Coppe continentali | Coppe continentali | Coppe continentali | Altre coppe | Altre coppe | Altre coppe | Totale | Totale |
| Stagione              | Squadra               | Comp                  | Pres       | Reti       | Comp            | Pres            | Reti            | Comp               | Pres               | Reti               | Comp        | Pres        | Reti        | Pres   | Reti   |
| --------------------- | --------------------- | --------------------- | ---------- | ---------- | --------------- | --------------- | --------------- | ------------------ | ------------------ | ------------------ | ----------- | ----------- | ----------- | ------ | ------ |
| 2015-2016             | Agde                  | CFA2                  | 3          | 1          |                 | -               | -               |                    | -                  | -                  |             | -           | -           | 3      | 1      |
| 2016-2017             | Agde                  | CFA2                  | 7          | 1          |                 | -               | -               |                    | -                  | -                  |             | -           | -           | 7      | 1      |
| 2017-feb. 2018        | Agde                  | N3                    | 0          | 0          |                 | -               | -               |                    | -                  | -                  |             | -           | -           | 0      | 0      |
| Totale Agde           | Totale Agde           | Totale Agde           | 10         | 2          |                 | -               | -               |                    | -                  | -                  |             | -           | -           | 10     | 2      |
| feb.-giu. 2018        | Ústí nad Labem        | 2L                    | 4          | 0          | CRC             | -               | -               |                    | -                  | -                  |             | -           | -           | 4      | 0      |
| 2018-2019             | Ústí nad Labem        | 2L                    | 7          | 1          | CRC             | 3               | 1               |                    | -                  | -                  |             | -           | -           | 10     | 2      |
| 2019-2020             | Ústí nad Labem        | 2L                    | 26         | 10         | CRC             | 1               | 2               |                    | -                  | -                  |             | -           | -           | 27     | 12     |
| Totale Ustí nad Labem | Totale Ustí nad Labem | Totale Ustí nad Labem | 37         | 11         |                 | 4               | 3               |                    | -                  | -                  |             | -           | -           | 41     | 14     |
| 2020-2021             | Trinity Zlín          | 1L                    | 31         | 5          | CRC             | 1               | 0               |                    | -                  | -                  |             | -           | -           | 32     | 5      |
| Totale carriera       | Totale carriera       | Totale carriera       | 78         | 18         |                 | 5               | 3               |                    | -                  | -                  |             | -           | -           | 83     | 21     |

## Palmarès

### Club

#### Competizioni nazionali
- Coppa d'Albania: 1

Egnatia: 2023-2024
- Campionato albanese: 1

Egnatia: 2023-2024
- Supercoppa d'Albania: 1

Egnatia: 2024